# Alvargräshoppa
Alvargräshoppa (Omocestus haemorrhoidalis) är en art i insektsordningen hopprätvingar som tillhör familjen markgräshoppor. 

## Kännetecken
Alvargräshoppan är som många andra gräshoppor mycket variabel i färgteckningen, från mer eller mindre grönaktig till gulbrunaktig eller gulaktig. Hanens bakkropp är något rödgulaktig. I Sverige har den dock vanligen en diskret gråbrunaktig färgteckning. Kroppslängden för hanen är omkring 11 till 14 millimeter, honan blir något större, upp till 19 millimeter.

## Utbredning
Arten förekommer i Europa och i delar av tempererade Asien. I Sverige förekommer den i Skåne och Västergötland, samt på Gotland och Öland.

## Levnadssätt
Alvargräshoppans habitat är torra och gärna sandiga områden, som sanddynsområden vid kuster och hedliknande gräsmarker med kort vegetation. Hanen stridulerar, det vill säga spelar, för att locka till sig honor, i korta och intensiva sekvenser. Som andra hopprätvingar har den ofullständig förvandling och genomgår utvecklingsstadierna ägg, nymf och imago. 